# Francesco Mallardo
Francesco Mallardo, soprannominato ciccio 'e carlantonio (Giugliano in Campania, 1º aprile 1951 – Parma, 29 maggio 2025) è stato un mafioso italiano appartenente alla Camorra, capo dell'omonimo clan e inserito nell'elenco dei latitanti di massima pericolosità.

## Biografia
Francesco Mallardo e il fratello minore Giuseppe succedettero al padre Domenico, ucciso su ordine di Alfredo Maisto il 24 giugno 1976. L'omicidio diede inizio a una vendetta che durò fino all'aprile 1987 con l'omicidio di Antonio Maisto e dei suoi due fratelli. Ciò cancellò dalla scena del crimine il clan Maisto a Giugliano, ora dominata dal clan Mallardo. L'attentato segnò anche la rottura definitiva dei rapporti tra i Mallardo e il clan Nuvoletta di Marano. Per completare il triplice omicidio, il clan Mallardo si alleò con il clan dei Casalesi di Francesco Schiavone e Francesco Bidognetti, che chiedevano l'addio alla storica alleanza tra Giugliano e Marano, che si era alleata con la Nuova Famiglia che mirava a porre fine allo strapotere della NCO di Raffaele Cutolo alla fine degli anni settanta e anni ottanta.
La successiva ascesa di Mallardo è legata al clan Licciardi e al clan Contini. I tre clan insieme formarono una coalizione chiamata Alleanza di Secondigliano, allo scopo di ottenere il controllo del traffico di droga e dell'estorsione a Napoli.

### Arresti
Venne arrestato una prima volta nel marzo del 1992 in un appartamento a Giugliano, lo stesso giorno in cui venne arrestato Gennaro Licciardi.
Il 14 aprile 2000 venne arrestato in una casa di campagna tra Qualiano e Giugliano mentre partecipava a una riunione tra i membri dell'Alleanza di Secondigliano. Tra i 13 arrestati c'erano Patrizio Bosti e suo fratello Feliciano Mallardo. Tentarono di fuggire ma furono bloccati dalla Polizia.
Mallardo era affetto da problemi cardiaci e fu colpito da infarto nel carcere di massima sicurezza di Parma. Fuggì da due ospedali, una volta nella sua città natale Giugliano e poi da una clinica di Pinerolo. Fu nuovamente arrestato il 29 agosto 2003. La Polizia, che era sulle sue tracce, trovò la sua auto sulla A30 nei pressi di Nola e istituì un posto di blocco. Il boss, che tornava da una vacanza con la famiglia, finse di fermarsi ma poi accelerò improvvisamente, ferendo leggermente due poliziotti. La Polizia esplose quindi alcuni colpi di arma da fuoco e colpì uno pneumatico dell'auto. Dopo alcune centinaia di metri l'auto si fermò.

### Morte
È morto a 74 anni all'ospedale di Parma per una malattia, mentre scontava una pena di 30 anni di reclusione il 29 maggio 2025. È stato sepolto in forma strettamente privata nel cimitero di Giugliano.